# Jose V. Toledo Federal Building and United States Courthouse
 (avril 2020).
Pour les articles homonymes, voir Toledo.
Le Jose V. Toledo Federal Building and United States Courthouse est un palais de justice et un bureau de poste à San Juan de Porto Rico. Il est inscrit au Registre national des lieux historiques, sous le nom d'US Post Office and Courthouse, depuis le 28 mars 1988.